# Arachosia bergi
Arachosia bergi là một loài nhện trong họ Anyphaenidae.
Loài này thuộc chi Arachosia. Arachosia bergi được Eugène Simon miêu tả năm 1880.